# كيم كيونغ-راي
كيم كيونغ-راي (هانغل: 김경래) هو لاعب كرة قدم كوري جنوبي في مركز الهجوم، ولد في 18 مارس 1964 في كوريا الجنوبية. شارك مع منتخب كوريا الجنوبية تحت 17 سنة لكرة القدم. أما مع النوادي، فقد لعب مع جونبك هيونداي موتورز ونادي بوسان أي بارك.

## وصلات خارجية
- كيم كيونغ-راي على موقع دوري كوريا الجنوبية (الإنجليزية)